# Clarence Nash

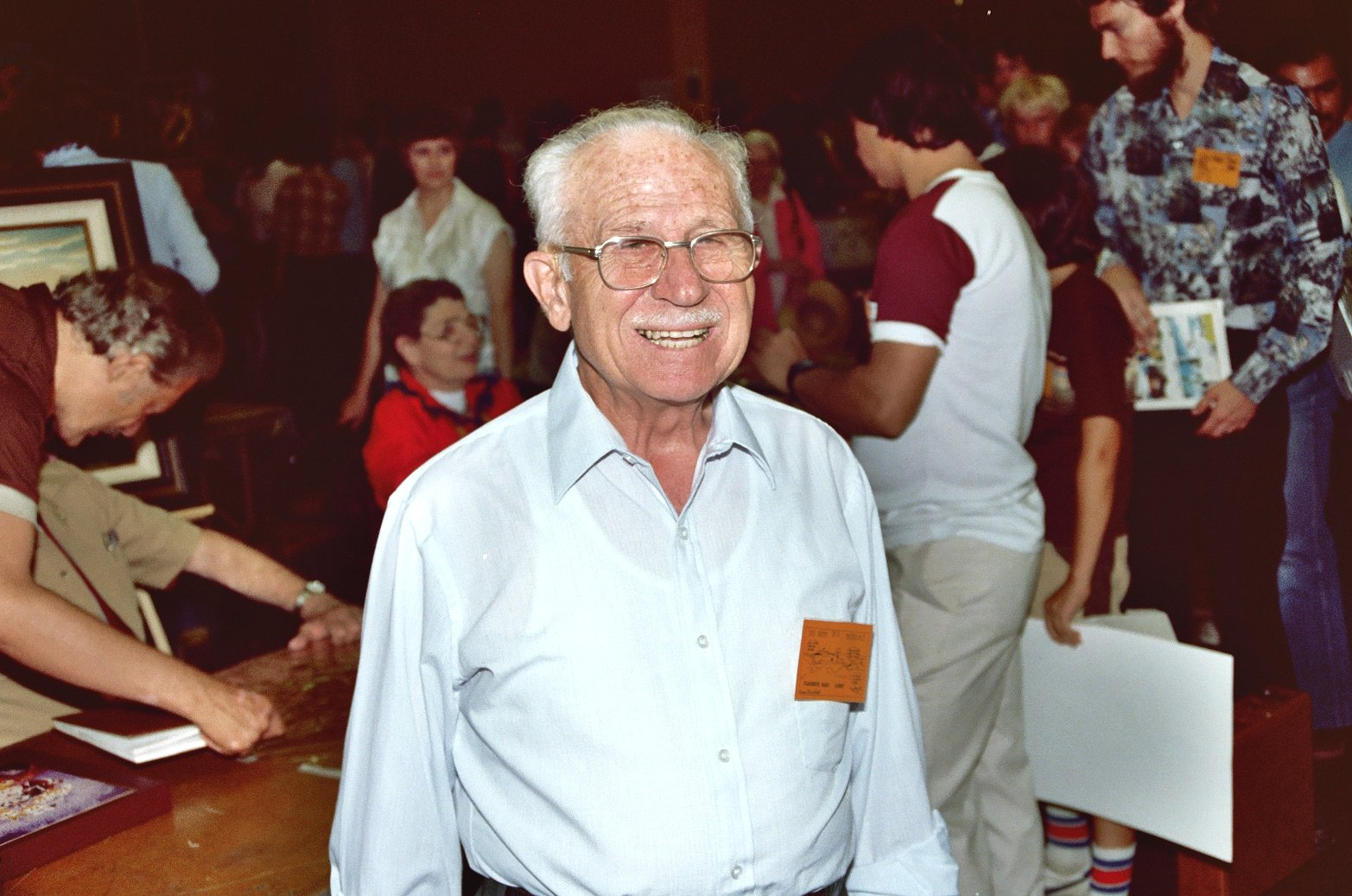
Clarence Nash op de San Diego Comic Con in 1982

Clarence Charles Nash (Watonga (Oklahoma), 7 december 1904 – Glendale (Californië), 20 februari 1985), bijgenaamd 'Ducky', was een Amerikaans stemacteur, het meest bekend door het inspreken van de stem van Walt Disneys Donald Duck.
Nash groeide op op een boerderij, waar hij dierengeluiden begon te imiteren. Tijdens zijn werk als publiciteitstrekker bij een melkbedrijf vermaakte hij kinderen met deze imitaties. Toen hij bij de Walt Disney Studios een reclamefolder wilde achterlaten, herkende de receptioniste zijn naam van een radio-optreden van een paar dagen daarvoor. Walt Disney was erg onder de indruk van deze man. Omdat Disney nog een stem nodig had voor een eend in een tekenfilm (Donald Duck), mocht Nash auditie doen en hij werd aangenomen.
- Gemeinsame Normdatei: 1013720776
- International Standard Name Identifier: 0000 0001 2149 1089
- Library of Congress Control Number: no2010058969
- MusicBrainz: ec9fa69b-0ad5-42a9-8067-740887b73235
- Nationale Bibliotheek van Tsjechië: xx0175003
- SNAC: w6w10rmd
- Virtual International Authority File: 120535135
- WorldCat: E39PBJtH44HhkCxHTDmXrrCJDq